# Egmont (dramma)

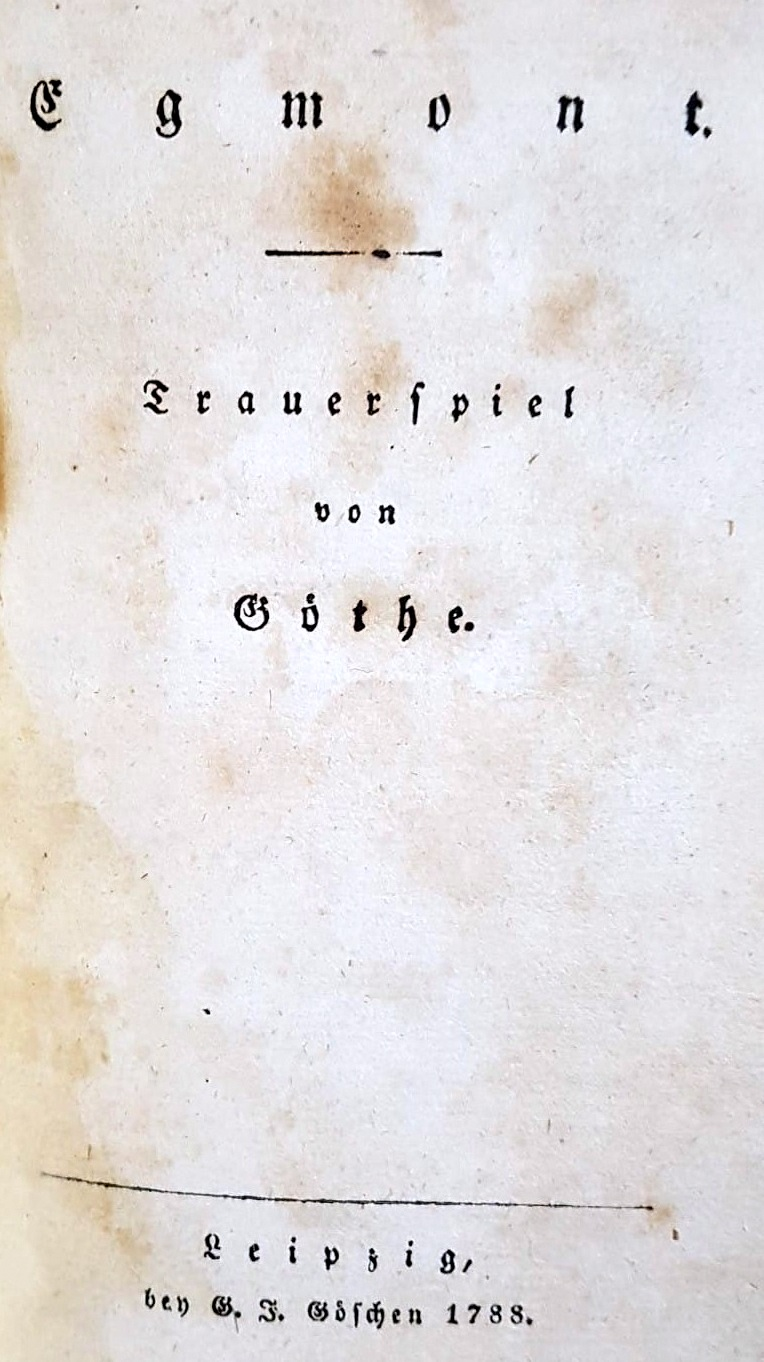
Frontespizio della prima edizione dell'Egmont di Geothe

Egmont è un'opera teatrale di Johann Wolfgang von Goethe, che completò nel 1788. La sua struttura drammaturgica, come quella della sua precedente opera di Sturm und Drang Götz von Berlichingen (1773), è fortemente influenzata dalla tragedia shakespeariana. In contrasto con l'opera precedente, il ritratto in Egmont della caduta di un uomo che confida nella bontà di coloro che lo circondano sembra segnare un allontanamento dai valori dello Sturm und Drang.

## Pubblicazione
La prima edizione fu pubblicata a Lipsia da Georg Joachim Göschen nel 1788. Ulteriori edizioni furono pubblicate a Lipsia nel 1788, 1789, 1790, 1803 e successivamente a intervalli regolari. L'opera fu tradotta in francese nel 1822 e in inglese da Anna Swanwick nel 1850, pubblicata nella Standard Library di Bohn.

## Trama
In Egmont, Goethe racconta la lotta del Conte di Egmont (1522–1568) nella Guerra degli ottant'anni contro il dispotico Duca d'Alba. Egmont è un famoso guerriero olandese e il Duca d'Alba rappresenta l'invasore spagnolo. Anche se minacciato di arresto, Egmont si rifiuta di scappare e di rinunciare al suo ideale di libertà. Imprigionato e abbandonato a causa della codardia del suo popolo, e nonostante gli sforzi disperati della sua amante Klärchen, viene condannato a morte.
Così, di fronte al suo fallimento e alla sua disperazione, Klärchen mette fine alla sua vita. Il dramma si conclude con l'ultima chiamata dell'eroe a combattere per l'indipendenza. La sua morte da martire appare come una vittoria contro l'oppressione.
Egmont è un manifesto politico in cui la brama di giustizia e libertà nazionale di Egmont si oppone all'autorità dispotica del Duca d'Alba. È anche un dramma del destino in cui il nobile fiammingo, con fatalismo, accetta le terribili conseguenze della sua schiettezza e onestà.

## Citazione
La frase "Himmelhoch jauchzend, zu(m) Tode betrübt" (gioia celestiale, dolore mortale) dalla canzone di Klärchen nel terzo atto è diventata un proverbio spesso citato dagli intellettuali europei come caratteristico dell'anima romantica:
Freudvoll und leidvoll, gedankenvoll sein;

Langen und bangen in schwebender Pein;

Himmelhoch jauchzend, zum Tode betrübt;

Glücklich allein ist die Seele, die liebt.
Nella gioia e nel dolore, sii ponderato;

Lungo e pauroso nel dolore sospeso;

Gioire per il cielo, addolorarsi per la morte;

Beata sola è l'anima che ama.

## Musica
Quando nel 1809 il Burgtheater chiese a Ludwig van Beethoven, grande estimatore di Goethe, di comporre musiche di scena per un revival dell'opera, questi accettò con entusiasmo. Richiamava temi vicini alle sue stesse preoccupazioni politiche, già espresse nella sua opera Leonore (ribattezzata Fidelio nella versione definitiva del 1814) e nella sua Ouverture Coriolano (nel 1807). Oltre all'Ouverture, scrisse nove brani di musica di scena, di grande qualità ma un po' disconnessi, culminati con la bellissima Morte di Klärchen. Sebbene gli altri brani della musica di scena vengano suonati di rado, l'ouverture di Beethoven a Egmont è un punto fermo del repertorio dei concerti. È stato utilizzato in varie produzioni culturali moderne, tra cui un famoso film delle Nazioni Unite. L'ouverture è stata suonata alla funzione commemorativa del sequestro e assassinio di 11 atleti israeliani alle Olimpiadi estive del 1972.

## Influenze culturali
Il film ungherese Ouverture di János Vadász, Vincitore della Palma d'Oro per i Cortometraggi, utilizza l'Ouverture Egmont di Beethoven come colonna sonora di una serie di immagini, con un uccello che si schiude, che fa riferimento alla natura ribelle di Egmont che lotta per la libertà nonostante tutte le barriere. Il film, candidato all'Oscar al Miglior cortometraggio documentario, è stato descritto come uno dei cortometraggi più importanti nella storia del cinema. Il recensore ha scritto che era "tra i più ingegnosi abbinamenti di musica e immagine nella storia del festival".